# 일룸스 볼리구스

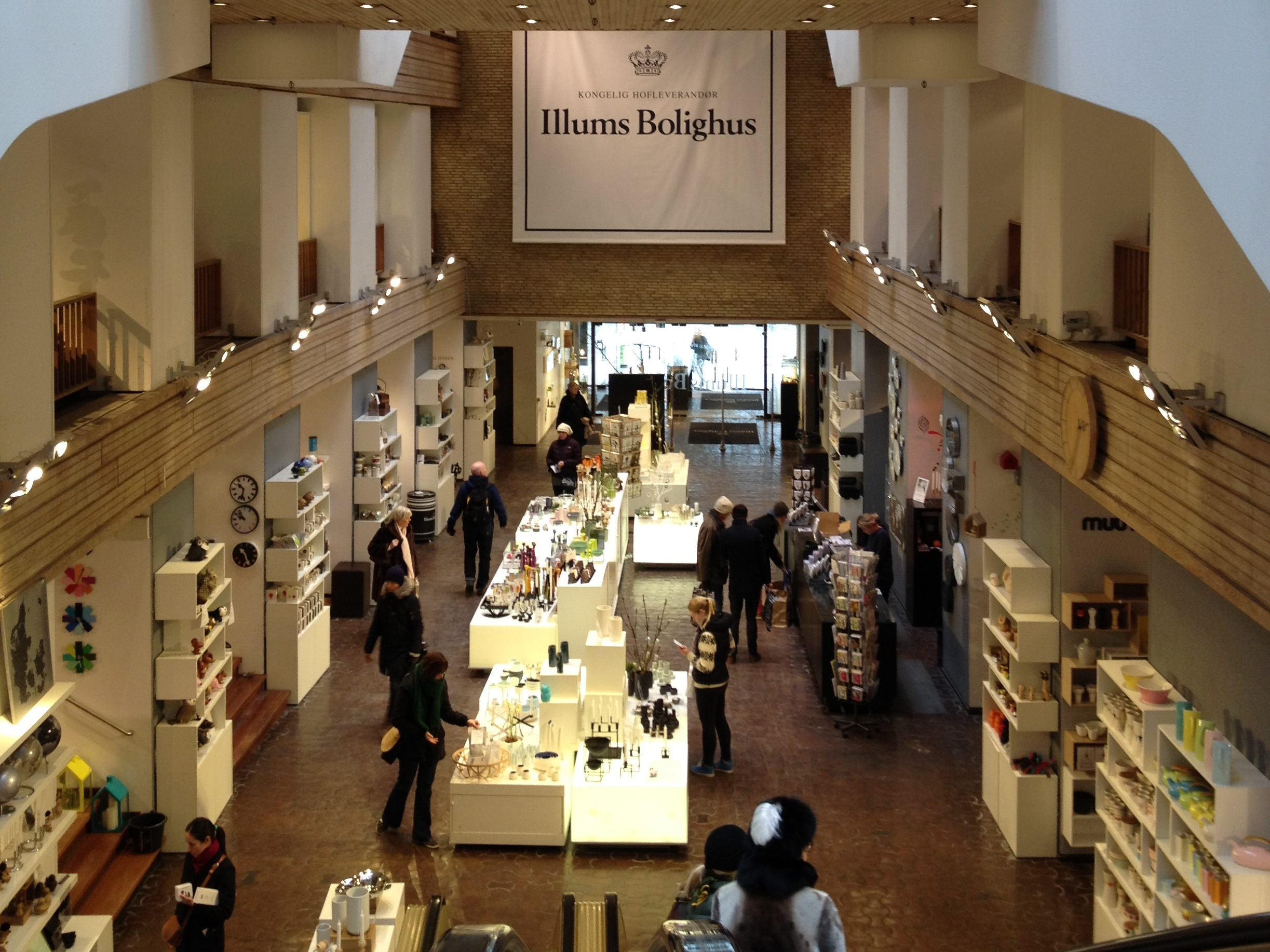
코펜하겐의 본점

일룸스 볼리구스(덴마크어: Illums Bolighus)는 덴마크의 가구 제조업체이다. 1925년에 설립되었으며, 본점은 코펜하겐 스트뢰에 거리에 있다.

## 일룸스 재팬
일본에서 일룸스는 1998년 로얄 스칸디나비아 그룹과 세이부 백화점과 업무 제휴를 맺어 일본에서 전개되고 있다. 1999년 4월, 이케부쿠로에서 일룸스 관으로 1호점을 개점하였다. 그 후, 밀레니엄 리테일링의 세이부와 소고를 중심으로 점포를 전개해간다. 2001년, 일룸스 재팬(일본어: イルムスジャパン, 영어: ILLUMS Japan)을 설립하였다. 잡화와 가구 등의 판매뿐만 아니라 기획 개발, 인테리어 코디네이터 업무, 인테리어 디자인의 기획 · 설계 등을 한다.